# Verdienter Militärsteuermann der UdSSR

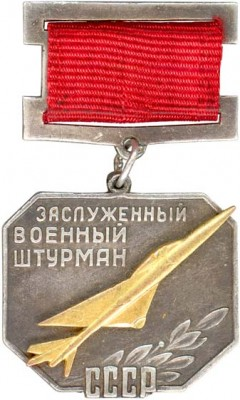
Abzeichen zum Ehrentitel

Der Ehrentitel Verdienter Militärsteuermann der UdSSR (russisch Заслуженный военный штурман СССР) war eine staatliche sowie militärische Auszeichnung der ehemaligen Sowjetunion, welche in Form eines Abzeichens am 26. Januar 1965 gestiftet wurde. 1988 wurde der Ehrentitel dann abgeschafft.

## Verleihungsbedingungen
Der Ehrentitel, welcher vom Präsidium des Obersten Sowjets der UdSSR ausschließlich an Flugzeugsteuerleute (Navigatoren) verliehen wurde, konnte für besondere Verdienste bei der Meisterung der Flugtechnik sowie für hohe Ergebnisse bei der Erziehung und Ausbildung des fliegenden Personals verliehen werden. Ferner auch für langjährigen Flugdienst in den Streitkräften der UdSSR ohne Vorkommnisse. Verleihungsvoraussetzung war der Besitz der Militärsteuermannqualifikation 1. Klasse bzw. Militärsteuermanninstrukteursqualifikation 1. Klasse. Empfangsberechtigt waren Steuerleute der sowjetischen Luftwaffe, unterstellter Verbände und Institutionen, militärischer Lehranstalten sowie der zentralen Verwaltungen des Ministeriums für Verteidigung der UdSSR. Der Ehrentitel wurde sodann auf Vorschlag des Ministers für Verteidigung der UdSSR verliehen.

## Aussehen und Trageweise
Das aus Buntmetall versilberte Abzeichen hat die Form eines ungleichseitigen Achtecks, ist 27 mm breit und 23 mm hoch. Es zeigt auf seiner Vorderseite ein vergoldetes nach links aufsteigendes Jagdflugzeug, das sowohl mit seiner Rumpfspitze wie auch dem Heckleitwerk über den Rand des Abzeichens hinausragt. Links darüber ist die dreizeilige Inschrift Заслуженный / военный / штурман  (Verdienter Militärsteuermann) zu lesen. Mittig unterhalb des Flugzeuges sind die Landeskürzel CCCP (UdSSR) vor einem rechtsgerichteten Lorbeerzweig zu sehen. Getragen wurde das Abzeichen an der rechten Brustseite und oberhalb eventuell verliehener Orden an einer silbrigen rechteckigen Spange mit rotem Band.